# 海毒牙
海毒牙舰载战斗机（Supermarine Seafang）是一款由英国劳斯莱斯格里芬公司在二战期间开发的舰载战斗机。海毒牙的设计建立在早期投产的海喷火基础之上。
海毒牙的研发项目于1943年上马，军方最初计划用海毒牙替代海喷火。1945年，英国皇家海军订购了150架海毒牙。但是，最后订单却被取消，只有9架海毒牙生产完成。海毒牙战斗机直到退役也未参与过实战，仅进行过一些试验测试。

## 技术参数
参考资料：以下数据来自The British Fighter since 1912, British Naval Aircraft since 1912一书 
基本信息
- 机组：1名

性能
武器

- 4门20毫米（0.79英寸）西斯巴诺Mk.V机炮
- 可挂载2枚1000磅（454千克）航空炸弹或4枚60磅（27千克）火箭弹